# Lista över countyn i Kansas
Detta är en lista över de 105 countyn som finns i delstaten Kansas i USA.
| County              | Centralort (County Seat) |
| ------------------- | ------------------------ |
| Allen County        | Iola                     |
| Anderson County     | Garnett                  |
| Atchison County     | Atchison                 |
| Barber County       | Medicine Lodge           |
| Barton County       | Great Bend               |
| Bourbon County      | Fort Scott               |
| Brown County        | Hiawatha                 |
| Butler County       | El Dorado                |
| Chase County        | Cottonwood Falls         |
| Chautauqua County   | Sedan                    |
| Cherokee County     | Columbus                 |
| Cheyenne County     | St. Francis              |
| Clark County        | Ashland                  |
| Clay County         | Clay Center              |
| Cloud County        | Concordia                |
| Coffey County       | Burlington               |
| Comanche County     | Coldwater                |
| Cowley County       | Winfield                 |
| Crawford County     | Girard                   |
| Decatur County      | Oberlin                  |
| Dickinson County    | Abilene                  |
| Doniphan County     | Troy                     |
| Douglas County      | Lawrence                 |
| Edwards County      | Kinsley                  |
| Elk County          | Howard                   |
| Ellis County        | Hays                     |
| Ellsworth County    | Ellsworth                |
| Finney County       | Garden City              |
| Ford County         | Dodge City               |
| Franklin County     | Ottawa                   |
| Geary County        | Junction City            |
| Gove County         | Gove City                |
| Graham County       | Hill City                |
| Grant County        | Ulysses                  |
| Gray County         | Cimarron                 |
| Greeley County      | Tribune                  |
| Greenwood County    | Eureka                   |
| Hamilton County     | Syracuse                 |
| Harper County       | Anthony                  |
| Harvey County       | Newton                   |
| Haskell County      | Sublette                 |
| Hodgeman County     | Jetmore                  |
| Jackson County      | Holton                   |
| Jefferson County    | Oskaloosa                |
| Jewell County       | Mankato                  |
| Johnson County      | Olathe                   |
| Kearny County       | Lakin                    |
| Kingman County      | Kingman                  |
| Kiowa County        | Greensburg               |
| Labette County      | Oswego                   |
| Lane County         | Dighton                  |
| Leavenworth County  | Leavenworth              |
| Lincoln County      | Lincoln Center           |
| Linn County         | Mound City               |
| Logan County        | Oakley                   |
| Lyon County         | Emporia                  |
| Marion County       | Marion                   |
| Marshall County     | Marysville               |
| McPherson County    | McPherson                |
| Meade County        | Meade                    |
| Miami County        | Paola                    |
| Mitchell County     | Beloit                   |
| Montgomery County   | Independence             |
| Morris County       | Council Grove            |
| Morton County       | Elkhart                  |
| Nemaha County       | Seneca                   |
| Neosho County       | Erie                     |
| Ness County         | Ness City                |
| Norton County       | Norton                   |
| Osage County        | Lyndon                   |
| Osborne County      | Osborne                  |
| Ottawa County       | Minneapolis              |
| Pawnee County       | Larned                   |
| Phillips County     | Phillipsburg             |
| Pottawatomie County | Westmoreland             |
| Pratt County        | Pratt                    |
| Rawlins County      | Atwood                   |
| Reno County         | Hutchinson               |
| Republic County     | Belleville               |
| Rice County         | Lyons                    |
| Riley County        | Manhattan                |
| Rooks County        | Stockton                 |
| Rush County         | La Crosse                |
| Russell County      | Russell                  |
| Saline County       | Salina                   |
| Scott County        | Scott City               |
| Sedgwick County     | Wichita                  |
| Seward County       | Liberal                  |
| Shawnee County      | Topeka                   |
| Sheridan County     | Hoxie                    |
| Sherman County      | Goodland                 |
| Smith County        | Smith Center             |
| Stafford County     | St. John                 |
| Stanton County      | Johnson City             |
| Stevens County      | Hugoton                  |
| Sumner County       | Wellington               |
| Thomas County       | Colby                    |
| Trego County        | WaKeeney                 |
| Wabaunsee County    | Alma                     |
| Wallace County      | Sharon Springs           |
| Washington County   | Washington               |
| Wichita County      | Leoti                    |
| Wilson County       | Fredonia                 |
| Woodson County      | Yates Center             |
| Wyandotte County    | Kansas City              |